# 藤岡希隆
藤岡 希隆（ふじおか きりゅう）本名、同じ。血液型はA型。元ミスタースリムカンパニーのメンバーで、元株式会社ミスタースリムカンパニーの代表取締役。

## 出演作品

### テレビ番組
- Rock 'n Roll BAKA（1980年、テレビ朝日）
- 所ジョージのサムシング・ナウ（1980年、TBS）
- 11PM（1980年、読売テレビ）

### テレビドラマ
- 時よ炎のごとく!（1980年、フジテレビ）
- 銀河テレビ小説
  - ふたりでひとり（1981年、NHK）

### 舞台
- White Christmas（1979年、ミスタースリムカンパニー）
- ヘッドライト（1979年、ミスタースリムカンパニー）
- ヘッドライト Part 2（1980年、ミスタースリムカンパニー）
- Rock 'n Roll ロビンフット（1980年、ミスタースリムカンパニー）
- Summer Vacation（1980年、ミスタースリムカンパニー）
- トラブル（1980年、ミスタースリムカンパニー）

## スタッフ作品

### 舞台
- Blue Sapphire（2000年、ミスタースリムカンパニー、美術）
- Dream（2000年、ミスタースリムカンパニー、美術）
- 桜、咲くころ（2004年、ミスタースリムカンパニー、マネジメント）
- Qutie Pie（2004年、ミスタースリムカンパニー、マネジメント）

### Webサイト
- 梨本謙次郎公式ウェブサイト（2000年、プロデュース）
- 大口広司公式ウェブサイト（2004年、プロデュース）